# Алина Паш
Алина Иванивна Паш (укр. Аліна Іванівна Паш; Буштино; 6. мај 1993) је украјинска певачица и реперка. Године 2016, учествовала је у шестој сезони украјинског издања Икс Фактора, заузевши 3. место.

## Видбир 2022 и повлачење
Паш је учествовала и победила на такмичењу Видбир 2022. са песмом „Shadows of Forgotten Ancestors“. Требало је да потом представља Украјину на Песми Евровизије 2022. године.  Међутим, након такмичења, украјински емитер УА:ПБЦ почео је да истражује путовање Алине на Крим 2015. године, под сумњом да је Паш прекршила закон тиме што није путовала тамо кроз Украјину већ кроз Русију. У саопштењу, УА:ПБЦ каже да је „представник уметнице фалсификовао сертификат дат УА:ПБЦ, уметница је сагласна са овом одлуком организационог одбора.“  Након ове истраге, заједничким договором између емитера, Видбировог организационог одбора и Алине, одлучено је да ће се повући са Евровизије.  Калушки оркестар, који је заузео друго место у Видбиру 2022, касније је изабран да представља Украјину на Евровизији са песмом „Стефанија“, на којој су и победили. 